# Região hidrográfica do Paraná

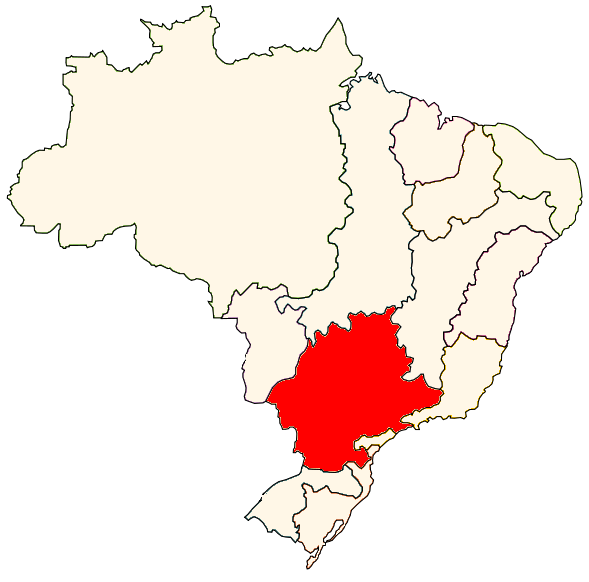
Região hidrográfica do Paraná.

A Região hidrográfica do Paraná é uma das doze regiões hidrográficas do território brasileiro. Possui uma área de 879,860 km² e abrange sete unidades federativas brasileiras.

## Geografia
A região possui uma área de 879,860 km² e compreende sete unidades federativas (Goiás, Mato Grosso do Sul, Minas Gerais, Paraná, Santa Catarina, São Paulo e Distrito Federal).
A região tem como fronteiras as regiões hidrográficas do Uruguai (sul), Atlântico Sul (sudeste), Atlântico Sudeste (sudeste e leste), São Francisco (leste e nordeste), Tocantins-Araguaia (norte), Paraguai (noroeste), além de fazer fronteira com o Paraguai (oeste) e a Argentina (sudoeste).

## População
A população da região é 54.639.523 habitantes, sendo a região mais populosa do país. No entanto, em termos relativos, é a quarta mais povoada (com 62,1 hab./km²).

## Subdivisão
A região é subdividida em seis unidades hidrográficas principais: Grande, Iguaçu, Paranaíba, Paranapanema, Paraná e Tietê. Estas seis unidades são subdivididas ao todo em 53 unidades.